# Austrobdella translucens
Austrobdella translucens is een ringworm uit de familie van de Piscicolidae. De wetenschappelijke naam van de soort is voor het eerst geldig gepubliceerd in 1916 door Badham.